# ولاية انتخابية
ولاية انتخابية هي المدة التي يقضيها الشخص في منصب منتخب معين. في العديد من السلطات القضائية، يوجد حد مخصص لمدة ولاية المنصب قبل أن يصبح لزامًا على حامل المنصب الخضوع لإعادة انتخابه. تضع بعض السلطات القضائية حدودًا لتجديد الولاية، وتُخصص الحد الأقصى لعدد الولايات التي يمكن أن يشغلها فرد ما في منصب معين.